# Cmentarz żydowski w Novým Bydžovie
Cmentarz żydowski w Novým Bydžovie – jest jednym z najstarszych cmentarzy żydowskich Czech - powstał w 1520 roku i był wykorzystywany aż do 1885 roku.
Zachowało się na nim około 1500 macew, z których najstarsza pochodzi z 1577 roku. Dominują nagrobki z piaskowca datowane na drugą połowę XVII i XVIII wiek.